# Щетинкохвіст перлистий
Щетинкохві́ст перлистий (Margarornis squamiger) — вид горобцеподібних птахів родини горнерових (Furnariidae). Мешкає в Андах.

## Опис

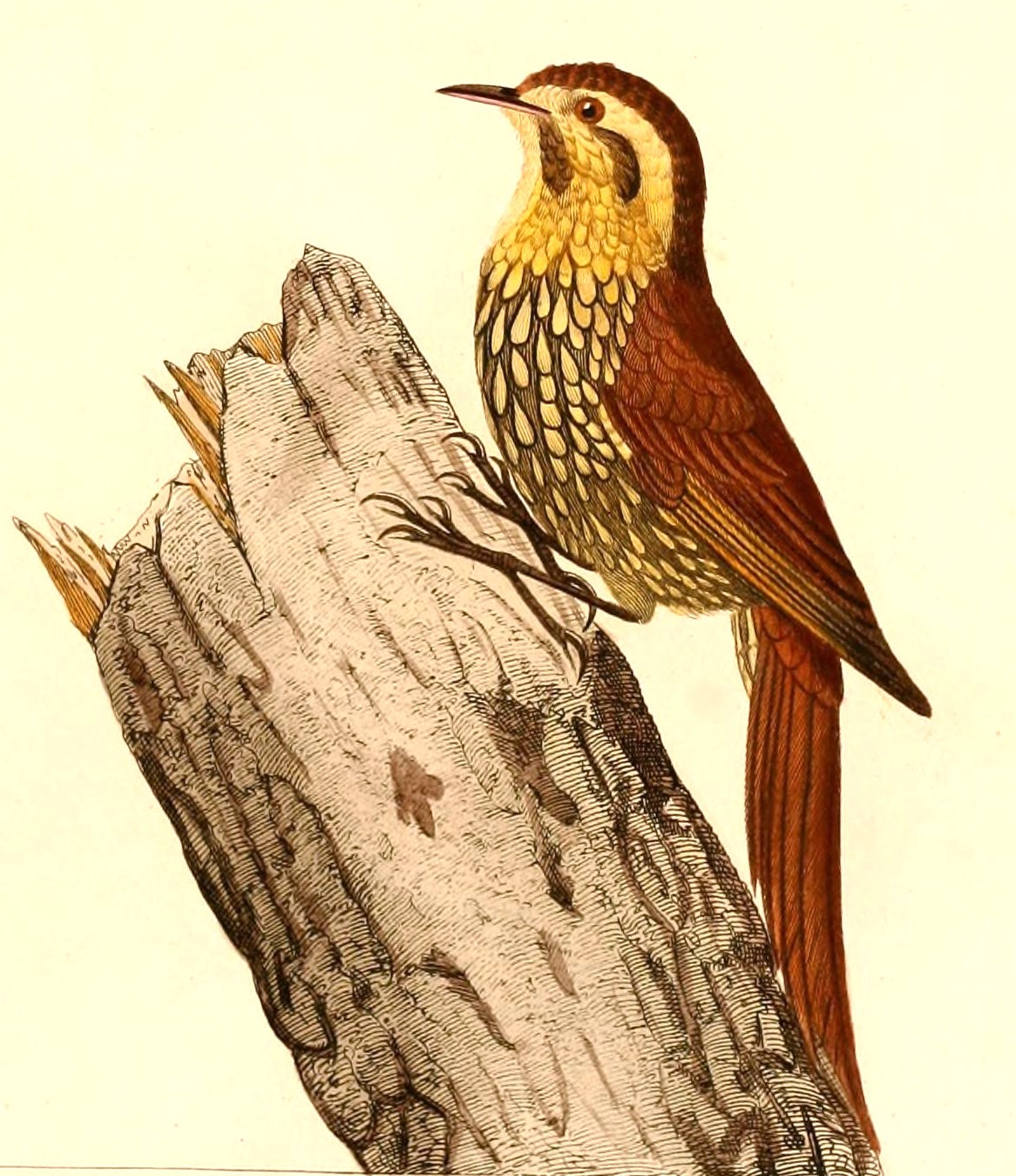
Перлистий щетинкохвіст (малюнок 1847 року)

Довжина птаха становить 15-16 см, вага 14-19 г. Верхня частина тіла рудувато-коричнева. Горло біле, над очима білі "брови". Нижня частина тіла оливково-коричнева, рясно поцяткована білими плямками. Хвіст довгий, східчастий, закінчується шипами — виступами стрижнів стернових пер.

## Підвиди
Виділяють три підвиди:
- M. s. perlatus (Lesson, R, 1844) — Сьєрра-де-Періха, Кордильєра-де-Мерида на заході Венесуели, Колумбійські Анди (всі три хребти), Анди в Еквадорі та на півночі Перу (на південь до річки Мараньйон в регіонах П'юра та Кахамарка);
- M. s. peruvianus Cory, 1913 — Перуанські Анди (на південь від Мараньйону, від південної Кахамарки і Амазонасу на південь до Куско);
- M. s. squamiger (d'Orbigny & Lafresnaye, 1838) — Анди на півдні Перу (Пуно) та в Болівії, спостерігався також на північному заході Аргентини (Сальта).

## Поширення і екологія
Перлисті щетинкохвости мешкають у Венесуелі, Колумбії, Еквадорі, Перу і Болівії. Вони живуть у вологих гірських тропічних лісах Анд. Зустрічаються на висоті від 1500 до 3800 м над рівнем моря.

## Поведінка
Перлисті щетинкохвости зустрічаються поодинці, парами, часто приєднуються до змішаних зграй птахів. Живляться переважно комахами, яких шукають серед моху і епіфітів в середньому і верхньому ярусах лісу. Гнізда кулеподібні з бічним входом.